# 크테노르하키스

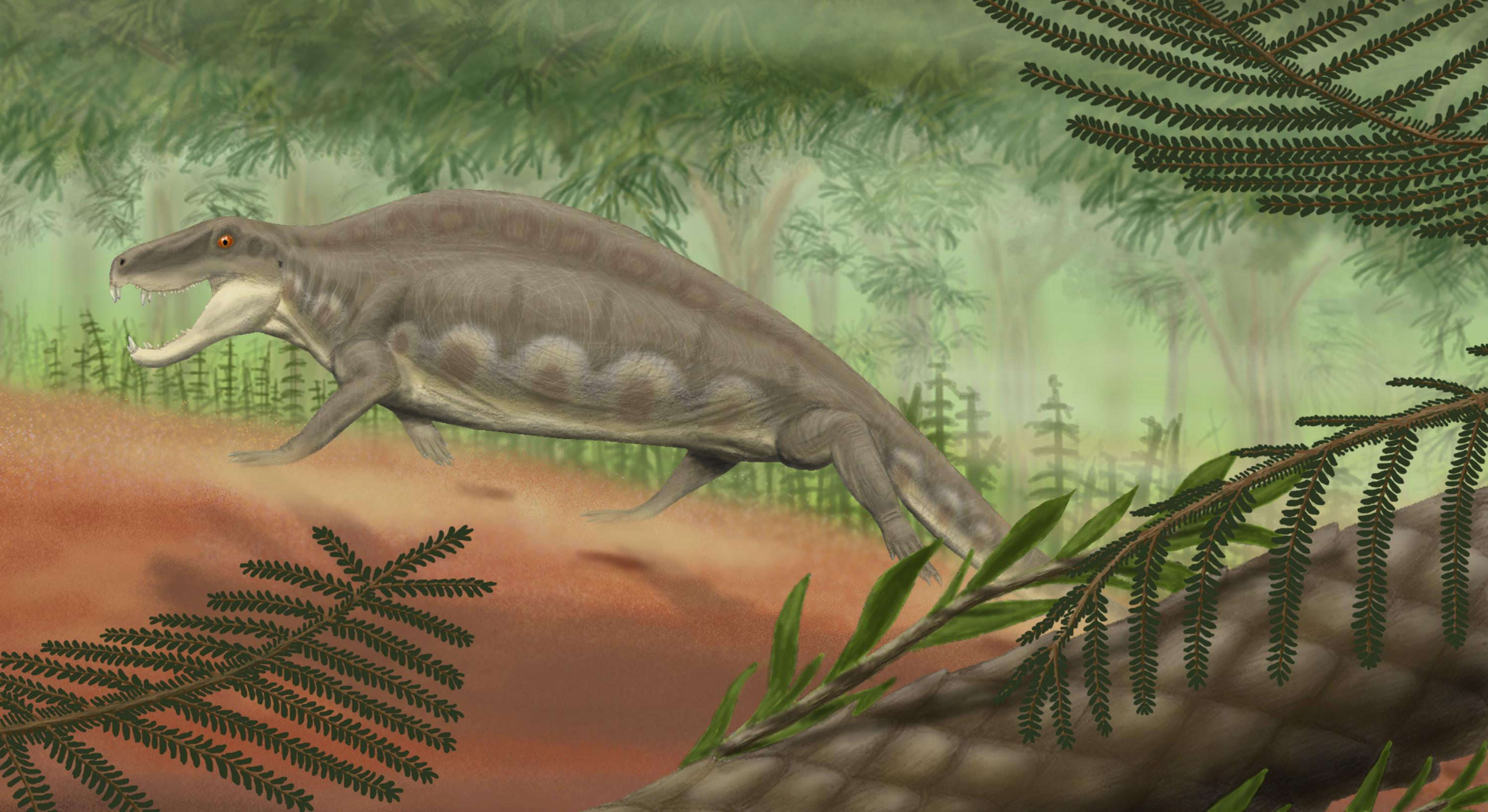

크테노르하키스(학명:Ctenohachis jacksoni)는 반룡목 스페나코돈과에 속하는 도마뱀이다. 지금은 멸종된 종으로서 전체적인 몸길이가 2~3m인 거대한 도마뱀에 속한다.

## 특징
크테노르하키스(그리스어로 "빗등뼈"를 의미한다.)는 쇠스랑어과의 멸종된 속이다. 크테노르하키스는 디메트로돈과 관련이 있지만 디메트로돈과는 달리 스페나코돈아과와 같은 아과에는 속하지 않으며 스페나코돈아과의 보다 기초적인 구성원이다. 크테노르하키스는 페름기 초기에 살았다. 미국 텍사스주의 북중부 베일러 카운티와 아처 카운티의 위치타 그룹에서 발견된 두 개의 표본이 알려져 있다. 척추와 골반만 알려져 있다. 완모형 표본의 관절 척추는 큰 돛을 형성하는 디메트로돈이나 세코돈토사우루스와 같은 더 파생된 스피나코돈류에서 볼 수 있는 정도는 아니지만 크게 커진 신경 가시와 같은 날을 가지고 있다. 골반은 디메트로돈과 거의 같다. 이 속에 대한 최초 설명에서 제시된 바와 같이 크테노르하키스는 짧은 척추의 성적 이형성을 나타낼 수가 있지만 저자들은 이것이 가능성이 낮다고 생각한다. 양턱에는 총 15~25개의 톱니 모양을 가진 이빨이 나 있다. 먹이로는 당대에 서식했던 곤충, 절지동물, 무척추동물들을 주로 잡아먹고 살았던 육식성의 도마뱀으로 추정되는 종이다.

## 생존시기와 서식지와 화석의 발견
크테노르하키스가 생존했었던 시기는 고생대의 페름기로서 지금으로부터 2억 9000만년전~2억 4500만년전에 생존했었던 종이다. 생존했었던 시기에는 북아메리카를 중심으로 하여 당시에 존재했었던 초원과 산림애서 주로 서식했었던 도마뱀이다. 화석의 발견은 1991년에 미국 텍사스주의 페름기에 형성된 지층에서 미국의 고생물학자인 니콜라스 홀튼 3세에 의하여 처음으로 화석이 발견되어 새롭게 명명된 종이다.